# تشارلز أتكينز
تشارلز أتكينز هو سياسي أسترالي، ولد في 29 يناير 1885، وتوفي في 25 أكتوبر 1960. انتخب عضو مجلس نواب تسمانيا ‏.